# Hemipterodes rotundata
Hemipterodes rotundata är en fjärilsart som beskrevs av Paul Dognin 1911. Hemipterodes rotundata ingår i släktet Hemipterodes och familjen mätare. Inga underarter finns listade i Catalogue of Life.